# Parigi-Roubaix 1938
La Parigi-Roubaix 1938, trentanovesima edizione della corsa, si svolse il 17 aprile 1938 su un percorso di 255 km con partenza da Argenteuil e arrivo a Roubaix. Fu vinta dal belga Lucien Storme, giunto al traguardo con il tempo di 8h13'38" alla media di 30,990 km/h davanti ai connazionali Louis Hardiquest e Marcel Van Houtte. Conclusero la prova 59 dei 171 ciclisti al via.

## Squadre e corridori partecipanti
Si iscrissero alla prova 190 ciclisti, in rappresentanza di 23 squadre di marca o come ciclisti iscritti a titolo individuale. Di questi, presero il via in 171, mentre 19 non punzonarono. Come favoriti principali per la vittoria venivano indicati Sylvère Maes, Jules Rossi (campione uscente), Gaston Rebry e Marcel Kint.
| N.       | Cod. | Squadra                     |
| -------- | ---- | --------------------------- |
| 1, 15-19 | -    | La Française-Diamant-Dunlop |
| 2-11     | -    | Alcyon-Dunlop               |
| 12-14    | -    | Armor-Dunlop                |
| 20-24    | -    | Labor-Dunlop                |
| 25-28    | -    | Thomann-Dunlop              |
| 29-53    | -    | Helyett-Hutchinson          |
| 54-55    | -    | Essor-Hutchinson            |
| 56-73    | -    | France Sport-Wolber         |
| 74-85    | -    | Dilecta-Wolber              |
| 86-91    | -    | J.B. Louvet-Wolber          |
| 92-95    | -    | De Dion-Bouton-Wolber       |
| 96-108   | -    | Génial Lucifer-Hutchinson   |

| N.      | Cod. | Squadra                 |
| ------- | ---- | ----------------------- |
| 109-116 | -    | Mercier-Hutchinson      |
| 117-122 | -    | F. Pélissier-Hutchinson |
| 123-130 | -    | A. Leducq-Hutchinson    |
| 131-136 | -    | R. Lapébie-Hutchinson   |
| 137-139 | -    | C. Pélissier-Hutchinson |
| 140-146 | -    | L. Michard-Wolber       |
| 147-152 | -    | La Ruche-Hutchinson     |
| 153-159 | -    | La Nordiste-Hutchinson  |
| 160-161 | -    | Vandel-Hutchinson       |
| 162-168 | -    | P. Colin-Wolber         |
| 170-175 | -    | Alleluia-Wolber         |
| 176-190 | -    | Individuali             |

## Ordine d'arrivo (Top 10)
| Pos. | Corridore         | Squadra       | Tempo    |
| ---- | ----------------- | ------------- | -------- |
| 1    | Lucien Storme     | A. Leducq     | 8h13'38" |
| 2    | Louis Hardiquest  | De Dion-Bout. | s.t.     |
| 3    | Marcel Van Houtte | Alcyon        | a 6"     |
| 4    | Émile Masson      | Thomann       | a 23"    |
| 5    | Gérard Desmedt    | France Sport  | a 39"    |
| 6    | René Walschot     | J.B. Louvet   | s.t.     |
| 7    | Jean Fréchaut     | France Sport  | s.t.     |
| 8    | Sylvain Grysolle  | Dilecta       | s.t.     |
| 9    | Albertin Disseaux | Helyett       | s.t.     |
| 10   | Stan Lauwers      | Helyett       | s.t.     |